# Coregonus clupeaformis
Coregonus clupeaformis és una espècie de peix de la família dels salmònids i de l'ordre dels salmoniformes.

## Morfologia
- Els mascles poden assolir els 100 cm de llargària total i 19 kg de pes.
- Aleta adiposa ben desenvolupada.
- Nombre de vèrtebres: 55-64.[2][3][4]

## Alimentació
Els adults mengen principalment larves d'insectes aquàtics, mol·luscs, amfípodes, peixos i ous de peixos (incloent-hi els de la seua mateixa espècie).

## Hàbitat
Prefereix els llacs però també es troba en els grans rius i suporta bé l'aigua salobre. Viu entre 18 i 128 m de fondària.

## Distribució geogràfica
Es troba a Nord-amèrica: des d'Alaska i el Canadà fins a Nova Anglaterra, els Grans Llacs i Minnesota. Ha estat introduït en alguns llacs dels Andes (Sud-amèrica).

## Úsgastronòmic
És molt valorat per la seua carn i pels seus ous amb els quals s'elabora un caviar excel·lent. Es comercialitza fresc, fumat i congelat, i pot ésser cuinat al vapor, fregit, rostit, bullit, al forn o al microones.

## Longevitat
Viu fins als 50 anys.